# Sveta Katarina (Pašman)
Koordinati:   43°55′56″N, 15°25′46″E
Sveta Katarina je nenaseljen otoček v Jadranskem morju. Pripada Hrvaški.
Sveta Katarina, na kateri stoji svetilnik, leži v Pašmanskem kanalu. Otoček, katerega površina meri 0,062 km², leži okoli 1,3 km severovzhodno od naselja Tkon na otoku Pašman, ter okoli 1 km jugozahodno od mesta
Biograda n/m. Dolžina obalnega pasu je 1,23 km. Najvišji vrh je visok 25 mnm.
Iz pomorske karte, da svetilnik, ki stoji na južni strani otočka, oddaja svetlobni signal: B Bl(2) 8s. Nazivni domet svetilnika je 8 milj.